# Terespol Pomorski (stacja kolejowa)
Terespol Pomorski – stacja kolejowa położona w Terespolu Pomorskim, niedaleko Świecia, w województwie kujawsko-pomorskim, w Polsce.

## Ruch pasażerski
| Rok  | Wymiana pasażerska na dobę |
| ---- | -------------------------- |
| 2017 | 100-149                    |
| 2022 | 200-299                    |

W zakresie przewozów pasażerskich stację obsługuje Polregio (kierunki: Gdynia Główna, Gdynia Chylonia, Bydgoszcz Główna, Słupsk) i Arriva (kierunki: Bydgoszcz Główna, Grudziądz).
Zachowany budynek dworca o charakterystycznej architekturze neogotyckiej jest użytkowany jako mieszkania. Bryła dworca została przekształcona przez dobudowanie bezstylowej budki mieszczącej sklep. Zachowały się ponadto neony z nazwą stacji i dawnym logo PKP, stylowe wiaty nad zejściem do przejścia podziemnego oraz osiedle kolejowych budynków mieszkalnych.
29 września 1987 roku na stacji doszło katastrofy kolejowej, w której śmierć poniosło 7 osób, a 35 osób zostało rannych. Katastrofa była spowodowana zderzeniem pociągu pośpiesznego Bałtyk relacji Poznań-Gdynia z pociągiem towarowym. W chwili zderzenia pociąg pospieszny jechał z prędkością 118 km na godzinę. W rezultacie wypadku skład został rozerwany; pierwszy wagon stanął w poprzek torów, drugi oparł się o ścianę pobliskiego budynku mieszkalnego, a wagony środkowe i tylne wpadły na przednie.